# 貴賓廳
貴賓廳(粵語賭廳)是一種不少娛樂場(口語“賭場”)設有的賭博房間。顧名思義，它們只用來招待豪客，除此以外，其賬目系統亦比娛樂場的主要博彩部分複雜。

## 生意模式
正規娛樂場都有公眾使用博彩區(粵語“中場”)，有些還設有貴賓廳。前者(包括“高額投注區”)是一般賭客可以隨便進入的地方，後者則是只有獲得賭場直屬公關邀請或由外判中介人(粵語“疊碼仔”)引領才可到訪之處。
外判中介人會在娛樂場之外(經常遠及他國)尋找富有的客戶，帶着他們光顧娛樂場裏的貴賓廳，同時提供導遊等其他服務。中介人會由娛樂場購買泥碼，然後轉售予他們服侍的賭客，供其拿去賭桌使用，從中賺取稱為碼佣的差價，因此客人下注越多，他們收入越豐。娛樂場公關則會在公眾使用博彩區物色富裕客戶，以消費優惠和額外服務遊説他們光顧貴賓廳。
澳門的貴賓廳曾經貢獻當地博彩業的大部分生意額和收入，不過由於違法活動不少，近年法律大幅修改，使其形式鉅變，規模鋭減。
不止澳門，東南亞(尤其是新加坡)的很多娛樂場也有蓬勃的貴賓廳業務，美國的都有，不過規模較小。